# اتاق اسقفی
اتاق اسقفی (انگلیسی: Chamber of Facets) (روسی: Владычная палата) یا کاخ گرانوویتایا (روسی: Грановитая палата) یک بنای قرن پانزدهمی است که در کرمینال نووگورود، ولیکی نووگورود، روسیه واقع شده است. این بنا نمونه‌ای برجسته از معماری گوتیک در روسیه است و در فهرست میراث جهانی یونسکو قرار دارد، به همراه بناهای تاریخی نووگورود و پیرامون آن.

## تاریخچه
این کاخ بخشی از مجموعه اسقفی است که در سال ۱۴۳۳ به دستور اوتمیوس دوم، اسقف نووگورود تأسیس شد. بر اساس کرونیک دوم نووگورودی، صنعتگران خارجی در ساخت این بنا مشارکت داشته‌اند. این موضوع با ویژگی‌های معماری گوتیک اروپایی مانند ویمپرگ‌ها، طرح‌های فن‌شکل، پنجره‌های لانست و دیگر ویژگی‌های خاص این سبک تأکید می‌شود. تصویری از کلیسای قدیمی نووگورودی، «دیدگاه سیکستون تاراسیوس»، نشان می‌دهد که در گذشته این ساختمان دارای شیروانی پلکانی با  niches لانستی بود که از ویژگی‌های گوتیک آن دوران است.
در سال ۱۴۴۱، این کاخ با نقاشی‌های دیواری تزئین شد. سالن اصلی محل ملاقات شورای اشرافی بود که در جمهوری نووگورود فعالیت می‌کرد. پس از کشتار نووگورود در سال ۱۴۷۳، این کاخ محلی بود که منشور پیوستن جمهوری نووگورود به شاهزاده‌نشین بزرگ مسکو علنی قرائت و توسط ایوان سوم امضا شد.
کاخ بعدها بازسازی‌های چشمگیری را تجربه کرد که منجر به نمای بیرونی کنونی آن در قرن نوزدهم شد. نمای اصلی به ویژه تغییر کرد و طاق‌های ساختمان بلندتر شد. در سال ۱۸۲۲، کاخ به کلیسای بزرگداشت ایوان، یک قدیس قرن دوازدهمی و اسقف نووگورود تبدیل شد.
در دوران شوروی، این ساختمان به موزه‌ای برای هنر و صنایع دستی تبدیل شد.

## بازسازی
در سال ۲۰۰۸، این ساختمان بازسازی شد تا نمای آن به سبک گوتیک اصلی نزدیک‌تر شود. در ژوئیه ۲۰۰۸، بقایای ساختمانی که احتمالاً خانه اسقف نووگورود بازییل بوده، در نزدیکی کاخ پیدا شد. در زیرزمین کاخ، راهروهای وسیع زیرزمینی پیدا شد.
یکی از وظایف آینده برای محافظت‌کنندگان و مورخان این است که گالری تاریخی کاخ را در نزدیکی دروازه بازسازی کنند.